# Laura Balbo
Laura Balbo (ur. 30 listopada 1933 w Padwie) – włoska polityk, socjolog i nauczyciel akademicki, parlamentarzystka, w latach 1998–2000 minister.

## Życiorys
Studiowała nauki polityczne na Uniwersytecie w Padwie, jako stypendystka Programu Fulbrighta kształciła się na Uniwersytecie Kalifornijskim w Berkeley. Specjalizowała się w zakresie socjologii, po powrocie do Włoch została nauczycielem akademickim na Uniwersytecie w Mediolanie, w latach 80. obejmując stanowisko profesorskie. Był również dziekanem wydziału socjologii na Università degli Studi di Ferrara, a w latach 1998–2001 przewodniczącą AIS, włoskiego towarzystwa socjologicznego. Została także honorową przewodniczącą UAAR, włoskiego zrzeszenia ateistów i agnostyków.
Zaangażowała się również w działalność polityczną. W latach 1983–1992 sprawowała mandat posłanki do Izby Deputowanych X i XI kadencji. Wybierana jako bezpartyjna z rekomendacji Włoskiej Partii Komunistycznej, zasiadała we frakcji parlamentarnej Sinistra Indipendente, zrzeszającej niezależnych posłów lewicy. Od 21 października 1998 do 25 kwietnia 2000 z rekomendacji Federacji Zielonych sprawowała urząd ministra ds. równouprawnienia w pierwszym i drugim rządzie, którymi kierował Massimo D’Alema.